# Orohippus
Orohippus (del griego ὄρος [óros], 'montaña', e ἳππος [hippos], 'caballo'; 'caballo de montaña') es un género de équidos que vivieron en América del Norte durante el Eoceno, hace unos 50 millones de años.

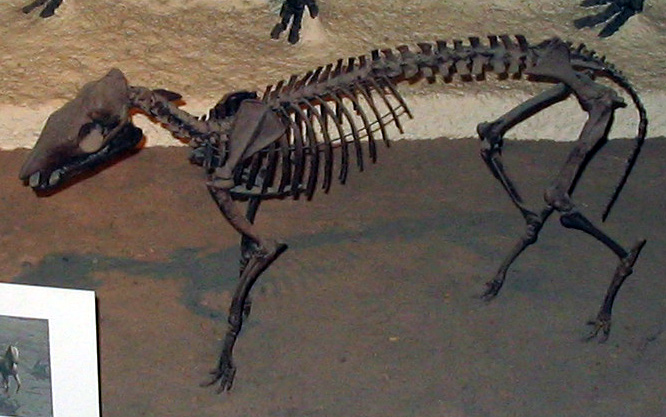
Esqueleto de Orohippus pumillus en el Museo Nacional de Historia Natural de los Estados Unidos.

Se supone que Orohippus procede de équidos primitivos como Eohippus, un género muy similar que apareció unos dos millones de años antes. Las diferencias anatómicas entre estos dos géneros son pequeñas: eran del mismo tamaño, pero Orohippus tenía un cuerpo más delgado, la cabeza más alargada, las extremidades anteriores más finas y las patas posteriores eran más largas. Mientras que Eohippus poseía cinco dedos en las patas delanteras, Orohippus solo presenta cuatro y tres en las traseras. Los dientes eran de corona baja (braquiodontos), pero el desarrollo de superficies aplanadas y crestas cortantes sugieren que sus hábitos eran más de ramoneador que de frugívoro. Este es el primer équido con un cerebro moderno.[cita requerida]
Algunas especies de Orohippus fueron atribuidas anteriormente al género Protorohippus.